# UN Peacemaker
O UN Peacemaker ("Pacificador das Nações Unidas", em tradução livre) é uma ferramenta de gerenciamento de informação e reconhecimento das Nações Unidas para apoiar os profissionais da manutenção da paz internacional.
O UN Peacemaker proporciona aos mediadores internacionais recursos como informação sobre acordos e mandatos no campo da manutenção da paz. O banco de dados contém mais de 350 Acordos de Paz assinados desde 1945 e mais de 500 documentos, artigos e citações de livros que demonstram a importância da mediação da ONU e temas relacionados. O UN Peacemaker inclui também uma extensa biblioteca jurídica que contém os princípios que guiam a ONU na manutenção da paz. 
Adicionalmente, o sítio oficial dispõe informações sobre a manutenção da paz, por meio de ferramentas como Peacemaker's Toolbox, Lessons Learned, Case Briefs, Operational Guidance Notes, Knowledge Essays e comentários sobre acordos e gestão dos processos de paz.
Varias lições sobre manutenção da paz têm sido obtidas do extenso trabalho da ONU nesse campo. 
O projecto, lançado publicamente a 3 de outubro de 2006, é parte integrante de um esforço colectivo do Departamento de Assuntos Políticos para proporcionar aconselhamento e apoio ao secretário-geral e a seus representantes na resolução de conflitos nacionais e internacionais.